# توماش کوخارسکی
توماش کوخارسکی (انگلیسی: Tomasz Kucharski؛ زادهٔ ۱۶ فوریهٔ ۱۹۷۴) قایقران روئینگ اهل لهستان بود.